# 拉古拉夫里耶尔
拉古拉夫里耶尔（法語：La Goulafrière，法語發音：[la ɡulafʁijɛʁ]）是法国厄尔省的一个市镇，属于贝尔奈区。

## 地理
拉古拉夫里耶尔（48°57'0"N, 0°26'12"E）面积14.38 平方千米，位于法国诺曼底大区厄尔省，该省份为法国北部内陆省份，北起滨海塞纳省，西接奧恩省和卡爾瓦多斯省，南至厄尔-卢瓦省，东临瓦兹省、瓦兹河谷省和伊夫林省。
与拉古拉夫里耶尔接壤的市镇（或旧市镇、城区）包括：拉福勒蒂耶尔-阿布农、拉沙佩勒戈捷、蒙特勒伊拉尔日耶、圣日耳曼多奈。

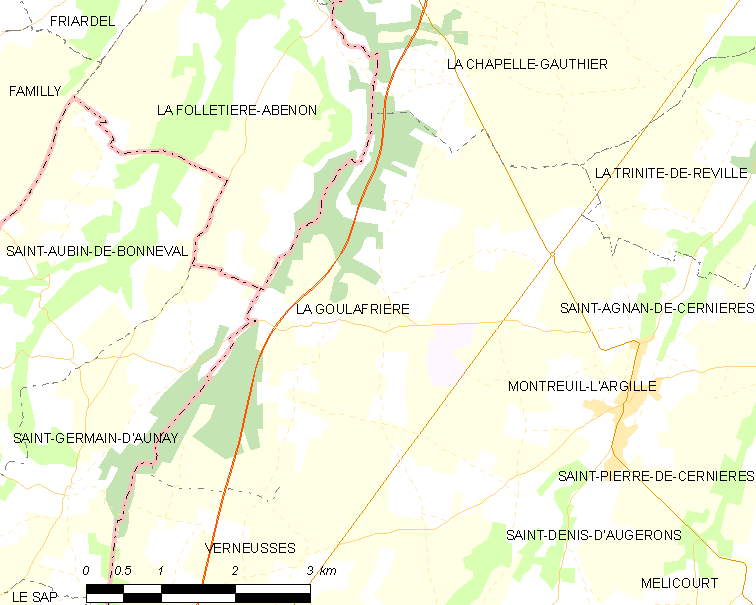
拉古拉夫里耶尔的OSM定位图

拉古拉夫里耶尔的时区为UTC+01:00、UTC+02:00（夏令时）。

## 行政
拉古拉夫里耶尔的邮政编码为27390，INSEE市镇编码为27289。

## 政治
拉古拉夫里耶尔所属的省级选区为布勒特伊县。

## 人口

1962-2008年间拉古拉夫里耶尔人口变化图示

拉古拉夫里耶尔于2022年1月1日时的人口数量为169人。